# Sebúlcor
Sebúlcor település Spanyolországban, Segovia tartományban. Sebúlcor Fuenterrebollo, Carrascal del Río, Sepúlveda és Cantalejo községekkel határos. Lakosainak száma 241 fő (2024).

## Népesség
A település népessége az elmúlt években az alábbi módon változott:
| Lakosok száma | 279  | 283  | 266  | 283  | 275  | 278  | 264  | 273  | 265  | 241  |
|               | 2001 | 2004 | 2007 | 2009 | 2012 | 2014 | 2017 | 2019 | 2022 | 2024 |